# Agnes Dunbar
Agnes Dunbar, död efter 1372, var en skotsk mätress. 
Hon blev uppmärksammad för det förhållande hon hade med David II av Skottland 1369-1371. 
Kungen inledde ett förhållande med henne 1369, då han började betala underhåll till henne. Det var hans avsikt att skilja sig från Margareta Drummond för att gifta om sig med Dunbar, men han avled 1371 innan planerna han förverkligas.